# Emma de Sigaldi
Emma de Sigaldi (geborene Emma Lackner; * 22. Dezember 1910 in Karlsruhe; † 23. Oktober 2010 in Monaco) war eine deutsch-monegassische Balletttänzerin und Bildhauerin.

## Leben

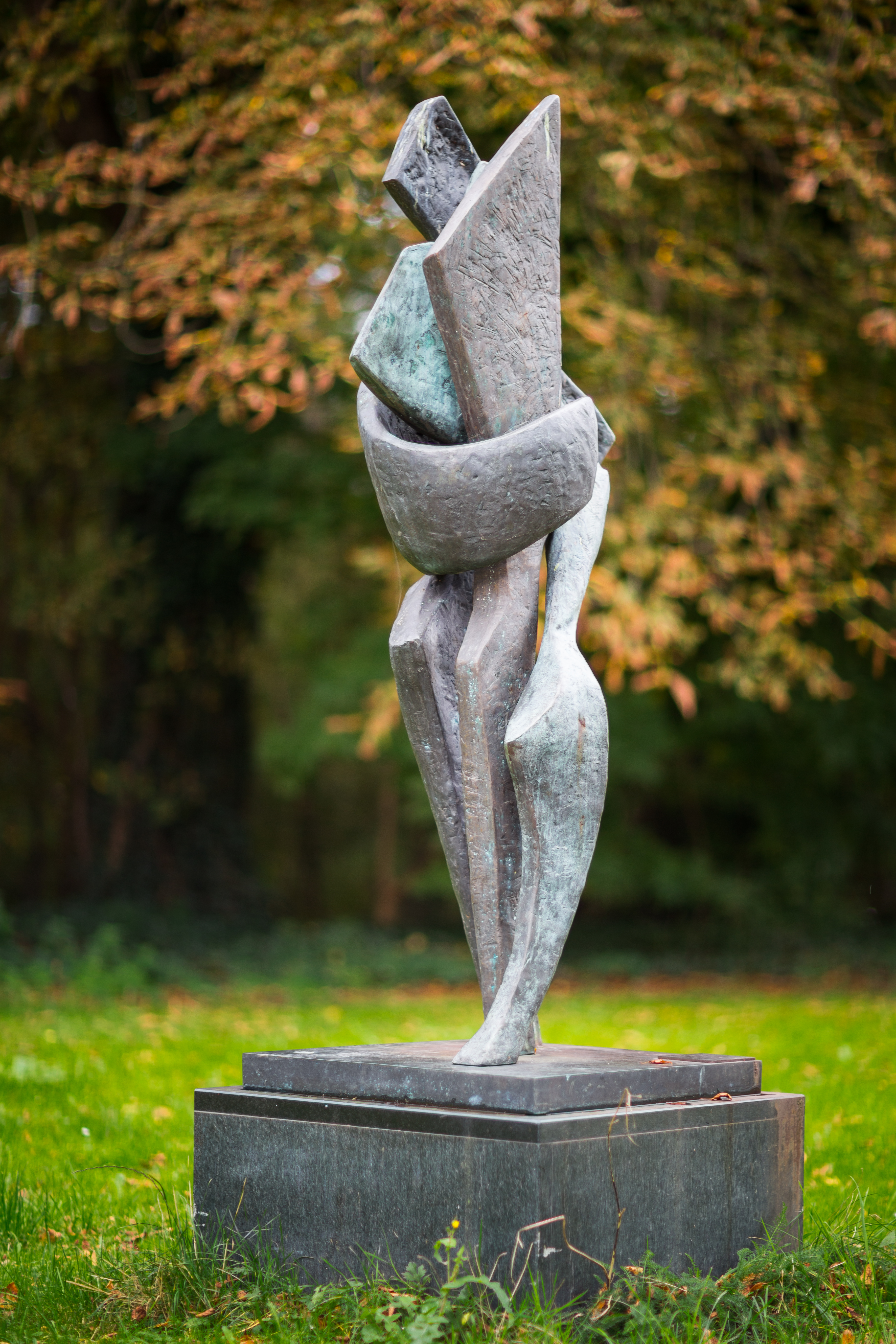
Skulptur Transformations aus dem Jahr der Expo 2000 an der Eilenriede, Hohenzollernstraße, Hannover

Die noch zur Zeit des Deutschen Kaiserreichs in Karlsruhe geborene Emma Lackner erhielt bereits als junges Mädchen eine fundierte klassische Ausbildung im Tanz bei Olga Mertens-Leger, Eugenie Eduardowa und Tatjana Gsovsky. In der Folge wurde sie von Mary Wigman im Ausdruckstanz unterrichtet.
Im Alter von 15 wurde Lackner von dem in München tätigen Ballettmeister Heinrich Kröller engagiert. Ab den 1920er Jahren trat sie unter anderem als Obertänzerin am Münchner Staatstheater auf, wirkte am Stadttheater Königsberg und in den 1930er Jahren als Primaballerina am Badischen Staatstheater Karlsruhe.
1954 lernte sie in Baden-Baden den monegassischen Grafen aus dem Geschlecht de Sigaldi kennen und nahm mit der Hochzeit den Namen ihres Ehemannes an. Seitdem lebte sie in dem monegassischen Fürstentum. Dort wandte sie sich autodidaktisch der Kunst zu. Mit ihren figurativen wie abstrakten Darstellungen orientierte sie sich überwiegend an Meistern der Klassischen Moderne.
De Sigaldis 1995 gestaltete Bronzeplastik Possession schenkte die Künstlerin ihrer Vaterstadt. Die Skulptur wurde 1998 vom Karlsruher Oberbürgermeister Gerhard Seiler an ihrem Standort in der Nähe des Konzerthauses enthüllt. Anlässlich ihres 90. Geburtstages im Jahr 2010 veranstaltete die Stadt Karlsruhe eine Ausstellung mit Werken der Künstlerin im Foyer des Badischen Staatstheaters. Die letzte ihrer zahlreichen Ehrungen erhielt Emma de Sigaldi 2007 in St. Petersburg.
De Sigaldi starb knapp zwei Monate vor ihrem hundertsten Geburtstag in Monaco. Ihre Enkeltochter, die Chefredakteurin des Magazins businessmanconfidential.com, beschrieb in einem Nachruf auf ihre Großmutter die Künstlerin, die scheinbar unaufhörlich Marmorblöcken ihre Formen aufzwang, als eine  „[...] Frau, die das 20. und die Anfänge des 21. Jahrhunderts mit einer persönlichen künstlerischen Vision durchlebte. Sie ebnete somit neben anderen den Weg für die Frauen, die Gleichheit in der frauenfeindlichen Welt der Skulpturen forderten.“

## Werke (Auswahl)
- 1980: Das Mittelmeer, abstrakte Arbeit aus weißem Marmor, im Besitz des Badischen Staatstheaters[3]
- 1995: Possession, Bronze-Skulptur, circa 100 × 60 × 60 cm, Beiertheimer Allee 4, Südweststadt in Karlsruhe[1]
- 2000: Transformations, Skulptur an der Hohenzollernstraße am Rand der Eilenriede in Hannover[4]
- Le Plongeur, Monaco[2]
- Les Relayeuses, Seoul[2]

## Archivalien
Archivalien von und über Emma de Sigaldi finden sich beispielsweise
- unter dem Titel Emma Lackner, 1910–2010, Tänzerin, Bildhauerin im Deutschen Tanzarchiv Köln, Abteilung Nachlässe und Sammlungen; 2 Archivkästen mit den Stichworten „Foto, Vorlass, Programmheft, Plakat, Autograph, Werbematerial, Kostüm, Maske, Lackner, Emma (* 1910), Bayerisches Staatsballett, Badisches Staatstheater Karlsruhe, Saarländisches Staatstheater, Deutschland“, Archivsignatur 121[5]